# Liste der Kulturdenkmale in Freckleben
Die Liste der Kulturdenkmale in Freckleben enthält die Kulturdenkmale des Landesamtes für Denkmalpflege und Archäologie in Sachsen-Anhalt im Ortsteil Freckleben der Gemeinde Aschersleben und ist eine Teilliste der Liste der Kulturdenkmale in Aschersleben. Grundlage ist das Denkmalverzeichnis des Landes Sachsen-Anhalt, das auf Basis des Denkmalschutzgesetzes des Landes Sachsen-Anhalt, welches am 21. Oktober 1991 durch das Landesamt erstellt und seither laufend ergänzt wurde (Stand: 31. Dezember 2022).

## Kulturdenkmale
| Lage | Bezeichnung            | Beschreibung | Erfassungs- nummer | Ausweisungsart | Bild           |
| --- | ---------------------- | ------------ | ------------------ | -------------- | -------------- |
| Verlauf der Bahnstrecke Sandersleben–Güsten im Bereich der Ortslage, verlängerter Winzersteg (Karte)              | Viadukt                |              | 094 61430          | Baudenkmal     | Viadukt        |
| die Straße von Sandersleben nach Freckleben überquerend (Karte)                                                   | Viadukt                |              | 094 66002          | Baudenkmal     | Viadukt        |
| Verlauf der Bahnstrecke Sandersleben–Güsten im Bereich der Ortslage, an der Ortsausfahrt Ri. Schackenthal (Karte) | Viadukt                |              | 094 95158          | Baudenkmal     | Viadukt        |
| An der Dorfstraße (9) (Karte)                                                                                     | Wohnhaus               |              | 094 95147          | Baudenkmal     | BW             |
| An der Dorfstraße 7 (Karte)                                                                                       | Schmiede               |              | 094 95146          | Baudenkmal     | BW             |
| Arnstedter Straße 15 (Karte)                                                                                      | Wohnhaus               |              | 094 95139          | Baudenkmal     | BW             |
| Auf dem Schloß (Karte)                                                                                            | Burg                   |              | 094 95140          | Baudenkmal     | Weitere Bilder |
| Domäne 16, (17) (Karte)                                                                                           | Häusergruppe           |              | 094 95152          | Baudenkmal     | BW             |
| Domäne 20 (Karte)                                                                                                 | Toranlage              | Toranlage    | 094 95154          | Baudenkmal     | BW             |
| Dorfplatz (Karte)                                                                                                 | Sankt-Stephanus-Kirche | Kirche       | 094 95141          | Baudenkmal     | Weitere Bilder |
| Dorfplatz 6 (Karte)                                                                                               | Pfarrhof               | Pfarrhof     | 094 95143          | Baudenkmal     | BW             |
| Dorfplatz 13 (Karte)                                                                                              | Bauernhof              |              | 094 95145          | Baudenkmal     | BW             |
| Dorfplatz 5, 6 (Karte)                                                                                            | Häusergruppe           |              | 094 95142          | Denkmalbereich | BW             |
| Kreisstraße K 1330 Straße zwischen Sandersleben und Freckleben, westliche Straßenseite (Karte)                    | Distanzstein           |              | 094 90356          | Kleindenkmal   | Distanzstein   |
| Moritzkirchhof 1 bis 5 (Karte)                                                                                    | Straßenzug             |              | 094 95151          | Denkmalbereich | BW             |
| Schlossblick 10 (Karte)                                                                                           | Wohnhaus               |              | 094 95150          | Baudenkmal     | BW             |
| Straße der Freundschaft (Karte)                                                                                   | Brücke                 |              | 094 95155          | Baudenkmal     | BW             |
| Straße der Freundschaft 1 (Karte)                                                                                 | Wohnhaus               |              | 094 95156          | Baudenkmal     | BW             |

## Ehemalige Kulturdenkmale
Die nachfolgenden Objekte waren ursprünglich ebenfalls denkmalgeschützt oder wurden in der Literatur als Kulturdenkmale geführt. Die Denkmale bestehen heute jedoch nicht mehr, ihre Unterschutzstellung wurde aufgehoben oder sie werden nicht mehr als Denkmale betrachtet.
| Lage                         | Bezeichnung | Beschreibung | Erfassungs- nummer | Ausweisungsart | Bild |
| ---------------------------- | ----------- | ------------ | ------------------ | -------------- | ---- |
| An der Dorfstraße 25 (Karte) | Bauernhof   |              | 094 95148          | Baudenkmal     | BW   |
| Dorfplatz (9) (Karte)        | Wohnhaus    |              | 094 95144          | Baudenkmal     | BW   |
| Schlossblick 9 (Karte)       | Wohnhaus    | Wohnhaus     | 094 95149          | Baudenkmal     | BW   |
| Straße der Freundschaft (2)  | Wohnhaus    | Wohnhaus     | 094 95157          | Baudenkmal     |      |

## Legende
In den Spalten befinden sich folgende Informationen:
- Lage: Nennt den Straßennamen und wenn vorhanden die Hausnummer des Kulturdenkmals. Die Grundsortierung der Liste erfolgt nach dieser Adresse. Der Link „Karte“ führt zu verschiedenen Kartendarstellungen und nennt die geographischen Koordinaten.
Link zu einem Kartenansichtstool, um Koordinaten zu setzen. In der Kartenansicht sind Baudenkmale ohne Koordinaten mit einem roten bzw. orangen Marker dargestellt und können in der Karte gesetzt werden. Baudenkmale ohne Bild sind mit einem blauen bzw. roten Marker gekennzeichnet, Baudenkmale mit Bild mit einem grünen bzw. orangen Marker.
- Offizielle Bezeichnung: Nennt den Namen, die Bezeichnung oder zumindest die Art des Kulturdenkmals und verlinkt, soweit vorhanden, auf den Artikel zum Objekt.
- Beschreibung: Nennt bauliche und geschichtliche Einzelheiten des Kulturdenkmals, vorzugsweise die Denkmaleigenschaften.
- Erfassungsnummer: Für jedes Kulturdenkmal wird in Sachsen-Anhalt eine 20stellige Erfassungsnummer vergeben. Die letzten zwölf Ziffern werden für die Untergliederung nach Teilobjekten genutzt und werden nur angegeben, soweit vergeben. In dieser Spalte kann sich folgendes Icon  befinden, dies führt zu Angaben zu diesem Baudenkmal bei Wikidata.
- Ausweisungsart: Die Einordnung des Denkmales nach § 2 Abs. 2 DenkmSchG LSA
- Bild: Ein Bild des Denkmales, und gegebenenfalls einen Link zu weiteren Fotos des Kulturdenkmals im Medienarchiv Wikimedia Commons. Wenn man auf das Kamerasymbol klickt, können Fotos zu Kulturdenkmalen aus dieser Liste hochgeladen werden: